# برج و باروی بسطام
برج و باروی بسطام مربوط به دوران‌های تاریخی پس از اسلام است و در شاهرود، مابین کوچه حاج صفرعلی و خیابان ارگ واقع شده و این اثر در تاریخ ۱۰ مهر ۱۳۸۰ با شمارهٔ ثبت ۳۹۴۷ به‌عنوان یکی از آثار ملی ایران به ثبت رسیده است.